# Furcifer
Furcifer is een geslacht van hagedissen (Lacertilia) uit de familie kameleons (Chamaeleonidae).

## Naam en indeling
De verschillende soorten worden wel madagaskar(-)kameleons genoemd. De wetenschappelijke naam van de groep werd voor het eerst voorgesteld door Leopold Fitzinger in 1843.
Er zijn 24 soorten, inclusief de pas in 2012 voor het eerst beschreven Furcifer viridis.

### Soorten
Het geslacht omvat de volgende soorten die onderstaand zijn weergegeven, met de auteur en het verspreidingsgebied.
| Naam                                  | Auteur                                                  | Verspreidingsgebied       |
| ------------------------------------- | ------------------------------------------------------- | ------------------------- |
| Furcifer angeli                       | Brygoo & Domergue, 1968                                 | Noordwestelijk Madagaskar |
| Furcifer antimena                     | Grandidier, 1872                                        | Zuidwestelijk Madagaskar  |
| Furcifer balteatus                    | Duméril & Bibron, 1851                                  | Oostelijk Madagaskar      |
| Furcifer belalandaensis               | Brygoo & Domergue, 1970                                 | Madagaskar                |
| Furcifer bifidus                      | Brongniart, 1800                                        | Oostelijk Madagaskar      |
| Furcifer campani                      | Grandidier, 1872                                        | Centraal Madagaskar       |
| Furcifer cephalolepis                 | Günther, 1880                                           | Comoren (Grande Comore)   |
| Labord's kameleon (Furcifer labordi)  | Grandidier, 1872                                        | Zuidwestelijk Madagaskar  |
| Tapijtkameleon (Furcifer lateralis)   | Gray, 1831                                              | Centraal Madagaskar       |
| Furcifer major                        | Brygoo, 1971                                            | Zuidwestelijk Madagaskar  |
| Furcifer minor                        | Günther, 1879                                           | Centraal Madagaskar       |
| Furcifer monoceras                    | Boettger, 1913                                          | Madagaskar                |
| Furcifer nicosiai                     | Jesu, Mattioli & Schimmenti, 1999                       | Westelijk Madagaskar      |
| Reuzenkameleon (Furcifer oustaleti)   | Mocquard, 1894                                          | Madagaskar                |
| Panterkameleon (Furcifer pardalis)    | Cuvier, 1829                                            | Noordoostelijk Madagaskar |
| Furcifer petteri                      | Brygoo & Domergue, 1966                                 | Noordelijk Madagaskar     |
| Furcifer polleni                      | Peters, 1874                                            | Comoren (Mayotte)         |
| Furcifer rhinoceratus                 | Gray, 1845                                              | Noordwestelijk Madagaskar |
| Furcifer timoni                       | Glaw, Köhler & Vences, 2009                             | Madagaskar                |
| Furcifer tuzetae                      | Brygoo, Bourgat & Domergue, 1972                        | Madagaskar                |
| Wrattenkameleon (Furcifer verrucosus) | Cuvier, 1829                                            | Madagaskar                |
| Furcifer viridis                      | Florio, Ingram, Rakotondravony, Louis & Raxworthy, 2012 | Noordwestelijk Madagaskar |
| Furcifer voeltzkowi                   | Boettger, 1893                                          | Noordwestelijk Madagaskar |
| Furcifer willsii                      | Günther, 1890                                           | Centraal Madagaskar       |

## Verspreiding en habitat

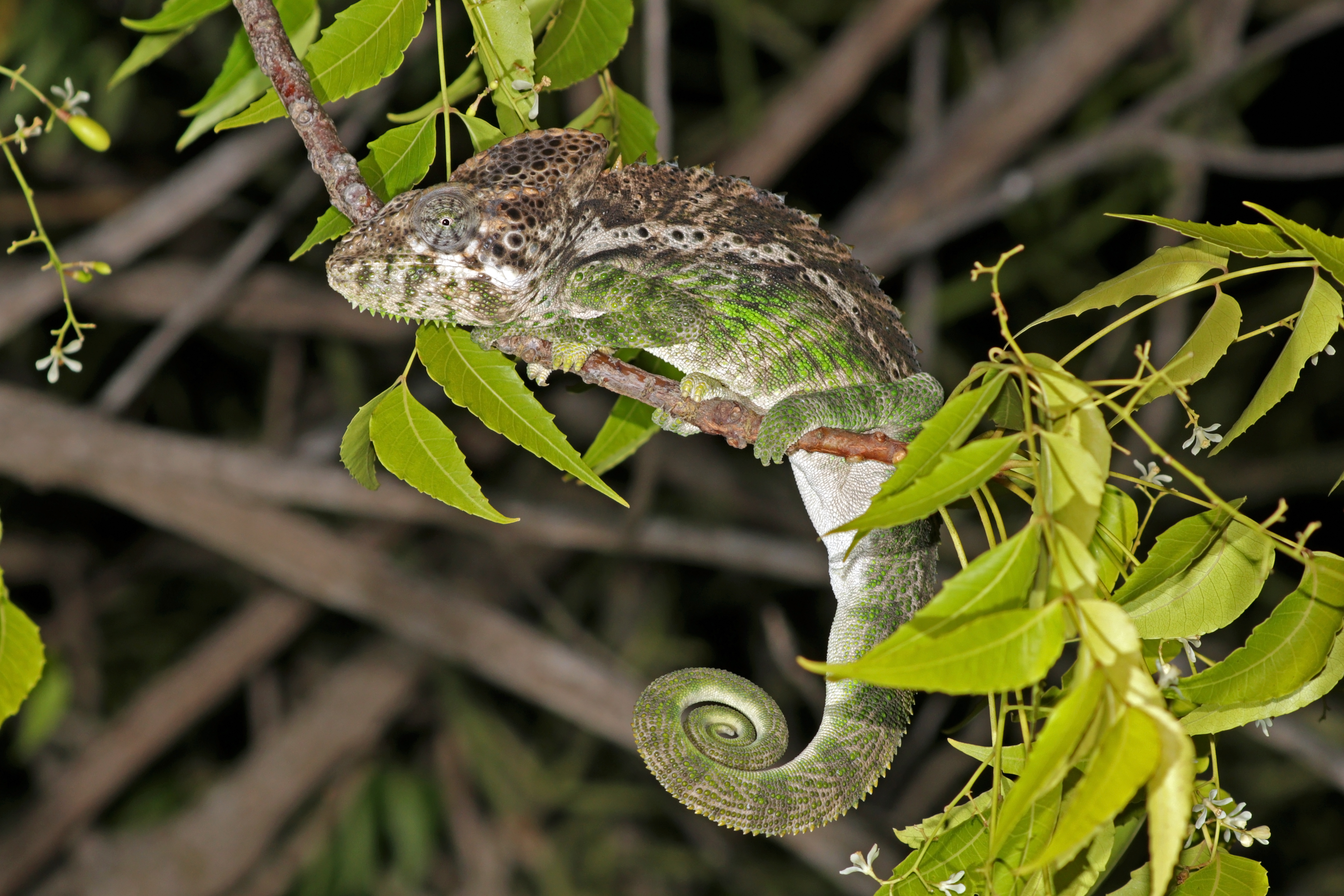
Stekelkameleon (Furcifer verrucosus).

Vrijwel alle soorten komen endemisch voor op het ten zuidoosten van Afrika gelegen eiland Madagaskar, net zoals soorten uit het geslacht Calumma en het minder verwante geslacht van de kortstaartkameleons (Brookesia). Slechts twee soorten komen op de Comoren voor, ten noordwesten van Madagaskar.
De habitat bestaat voornamelijk uit vochtige tot drogere tropische en subtropische bossen, echter ook in scrubland en in door de mens aangetaste bossen worden de dieren aangetroffen. Veel soorten worden erg groot, tussen de veertig en zestig centimeter, maar onderling zijn er duidelijke verschillen.

## Beschermingsstatus
Door de internationale natuurbeschermingsorganisatie IUCN is aan 22 soorten een beschermingsstatus toegewezen. Elf soorten worden gezien als 'veilig' (Least Concern of LC), vijf als 'kwetsbaar' (Vulnerable of VU), een als 'onzeker' (Data Deficient of DD), een als 'gevoelig' (Near Threatened of NT) en drie soorten als 'bedreigd' (Endangered of EN). De soort Furcifer belalandaensis ten slotte wordt beschouwd als 'ernstig bedreigd' (Critically Endangered of CR).